# Vadgesztenye-szigonyosbagoly
A vadgesztenye-szigonyosbagoly (Acronicta aceris)  a rovarok (Insecta) osztályának a lepkék (Lepidoptera) rendjéhez, ezen belül a bagolylepkefélék (Noctuidae) családjához tartozó faj.

## Elterjedése
Európa nagyobb részén, a Közép-Angliától Dél-Marokkóig, a Közel-Keleten és Közép-Kelet a Nyugat-Ázsiában is előfordul. Hazánkban fasorok mentén, parkokban, kertekben széles körben elterjedt.

## Alfajok
- A. a. aceris - Európa
- A. a. taurica - Ciprus
- A. a. judaea - Levante

## Megjelenése
Szárny fesztávolsága 40–45 mm. Szürkésbarna vagy feketés mintázatú, körfoltjának gyűrűje fekete, tőfoltja éles szélű, hátulsó szárnya majdnem teljesen fehér.
|  |

## Életmódja
Május közepétől augusztusig repül, általában éjszaka. Hernyójának tápnövénye juhar és vadgesztenye.

## Fordítás
- Ez a szócikk részben vagy egészben  a   Sycamore (moth) című angol Wikipédia-szócikk fordításán alapul.  Az eredeti cikk szerkesztőit annak laptörténete sorolja fel. Ez a jelzés csupán a megfogalmazás eredetét és a szerzői jogokat jelzi, nem szolgál a cikkben szereplő információk forrásmegjelöléseként.